# Sylvester Wackerle
Sylvester Wackerle (Garmisch-Partenkirchen, 19 gennaio 1908 – Garmisch-Partenkirchen, 3 marzo 1978) è stato un bobbista tedesco.

## Biografia
Ai campionati mondiali vinse una medaglia d'argento a Cortina d'Ampezzo 1954 nel bob a quattro con Michael Pössinger, Hans Rösch e Dix Terne.
In tale occasione, i loro connazionali Klaus Koppenberger, Theo Kitt, Lorenz Nieberl e Josef Grün ebbero la medaglia di bronzo, mentre l'oro andò agli svizzeri.
Vinse anche una medaglia di bronzo nel 1953 con Hans Rösch, Michael Pössinger e Dix Terne, a pareggio con gli svedesi Kjell Holmström, Walter Aronsson, Nils Landgren e Jan Lapidoth.
Partecipò alle olimpiadi senza distinguersi, Suo figlio è Sylvester Wackerle II.